# Mező László (újságíró)
Mező László (Dunapataj, 1956. november 21.) hivatásos katona, sportújságíró.

## Életpálya
Az 1983-1984-es tanévben elvégezte a Magyar Újságírók Országos Szövetsége (MÚOSZ) által szervezett sportújságíró stúdiót Budapesten. Tanárai Kő András, Zsolt Róbert és Szekeres István volt. 1984. január és 2024. december között 72 könyve látott napvilágot. Élete részévé vált a sportújságírás, a könyvírás. Írásait közölte a Déli Hírlap, Magyar Honvéd, Nemzeti Sport, Észak-Magyarország.

## Írásai
- Első cikke: 1975. januárban jelent meg a Népsortban - statisztikai összeállítás a világ legeredményesebb futball klubjairól
- Első könyve: Volán Futballkrónika – 1984. - Volán SC, Felelős kiadó Grosics Gyula elnök
- Miskolci Honvéd (akkor még Honvéd Papp József SE) 35 éves történet – 1985
- Futball – adattár – 1986, Sportpropaganda Vállalat
- KSC labdarúgóinak 15 éve - KSC futballkrónika – 1987, a Kecskeméti SC története
- Jubileumi évkönyv - 40 éves a Záhonyi VSC – 1987, a Záhonyi Vasutas SC négy évtizedes története
- Futball adattár II. (1987)
- Kézilabda krónika 1959-1987. - 1988, - könyv a Rába ETO férfi kézilabda csapatáról
- Soproni focikrónika – 1988, a Soproni SE labdarúgó csapatának 1978-1988 közötti időszakát öleli át
- Bp. Honvéd labdarúgó krónika 1949-1989 – 1989, - a Bp. Honvéd NB I-es labdarúgó csapatának történet
- Olefin sportkrónika – 1990, - az Olefin SC 1960-1990 története
- Bp. Honvéd kosárlabda krónika – 1991, - 1951-1991 között
- Bp. Honvéd kézilabda krónika – 1991, - 1951-1991 között
- Martfűi sportnapló – 1992, - a Martfűi MSE és jogelődeinek 50 éves története
- 75 éves a Mátészalkai MTK – 1994
- Mezőkövesdi sportkrónika – 1995
- Mádi futballkrónika – 1996
- Az Újhelyi sport 75 éve – 1997
- Borsod Volán futballkrónika – 1997
- B-A-Z megye 1997. évi labdarúgó krónikája – 1997
- Sárospataki futballkrónika 1978-1988 - 1997
- Rekviem egy csapatért – 1999, - a Honvéd Papp József SE labdarúgó csapatának állít emléket
- Ajkai SE futballkrónika – 1999
- 50 éves a Miskolci Honvéd – 2000
- Az encsi sport 75 éve – 2000
- Mesél a Hunyadi tér - Szegedi Dózsa futballkrónika – 2000, - Bába Kiadó
- Kis csapatok nagy napjai – 2001, - a Szabad Föld Kupa 1964-2001-ig terjedő története,
- Pálháza sporttörténete - Pálházai sportkrónika – 2002
- Ötvenéves a B-A-Z megyei labdarúgó bajnokság – 2002
- A Szabad Föld Kupa 40 éve- 2004
- Abaújszántói sportkrónika – 2004
- Felvidéki foci évkönyv 2005 – 2005, Borsod-Abaúj-Zemplén megye 2005. évi labdarúgó eseményeit foglalja össze
- Megyei foci évkönyv 2006 – 2006
- Északi futball almanach 2007 – 2007
- Az Encs Városi Sportközpont története – 2008
- B-A-Z megyei futball adattár 2008 – 2008
- B-A-Z megye 2009. évi labdarúgó krónikája – 2009
- Tiszaújvárosi Futballkrónika – 2010, - könyv az FC Tiszaújváros és jogelődeinek 50 éves története
- 40 éves a Miskolc Városi Sportcsarnok – 2010
- B-A-Z megye 2010. évi futball évkönyve – 2010
- 90 éves a Nagykállói SE – 2011,
- Felvidéki foci 2011 – 2011
- Pácini futballkrónika – 2012
- Északi futballkrónika 2012 – 2012
- B-A-Z megyei futball krónika 2013
- Bőcs sporttörténete 2013
- Cigándi futballkrónika 2014
- B-A-Z megyei futball napló 2014
- Miskolci Honvéd labdarúgók képeskönyve 2015[1]
- 40 éves a Mezőkövesd Zsóry SE 2015
- Találkozásaim futball legendákkal 2015
- B. A. Z megyei futball almanach 2015
- Mád futballtörténete - az első 70 év 2016.
- Feldebrői alma mater 2016.
- B-A-Z megyei futball enciklopédia 2016.
- B-A-Z megyei I-es labdarúgó bajnokcsapatok 2017.
- Szirmabesenyői futballkrónika 1947-2017.   2017.
- 10 éves a B.-A.-Z. megyei női labdarúgó bajnokság 2017.
- Megyei futball évkönyv 2017.
- Gyermekkorunk Feldebrőn  2018.
- B.-A.-Z. megyei II-es labdarúgó bajnokcsapatok  2018.
- Megyei labdarúgó krónika 2018.
- Szikszó sporttörténete 2019.
- Megyei labdarúgó évkönyv 2019.
- 60 éves Tiszaújváros labdarúgása 2020
- B.-A.-Z megyei labdarúgó évkönyv 2020.
- B.A.Z. megyei futball napló 2021.
- Tiszakeszi futballkrónika 2022.
- Északi futball krónika 2022.
- Harsány futballtörténete 2023.
- A piramis alján - B.-A.-Z megye és vármegye járási, körzeti és megyei III-as labdarúgó bajnokcsapatai 2023.
- Felvidéki foci krónika 2023.
- Vármegyei futball krónika 2024.